# Howraghat
Howraghat là một thị xã và là nơi đặt ủy ban khu vực thị xã (town area committee) của quận Karbi Anglong thuộc bang Assam, Ấn Độ.

## Nhân khẩu
Theo điều tra dân số năm 2001 của Ấn Độ, Howraghat có dân số 4659 người. Phái nam chiếm 58% tổng số dân và phái nữ chiếm 42%. Howraghat có tỷ lệ 80% biết đọc biết viết, cao hơn tỷ lệ trung bình toàn quốc là 59,5%: tỷ lệ cho phái nam là 85%, và tỷ lệ cho phái nữ là 73%. Tại Howraghat, 11% dân số nhỏ hơn 6 tuổi.